# Bahnhof Delft
Der Bahnhof Delft ist der größte Bahnhof der niederländischen Stadt Delft. Der Bahnhof wird täglich von 34.989 Personen (2024) genutzt. Er ist zentraler Knotenpunkt im städtischen ÖPNV. Am Bahnhof verkehren nationale Regional- und Fernverkehrszüge.

## Geschichte

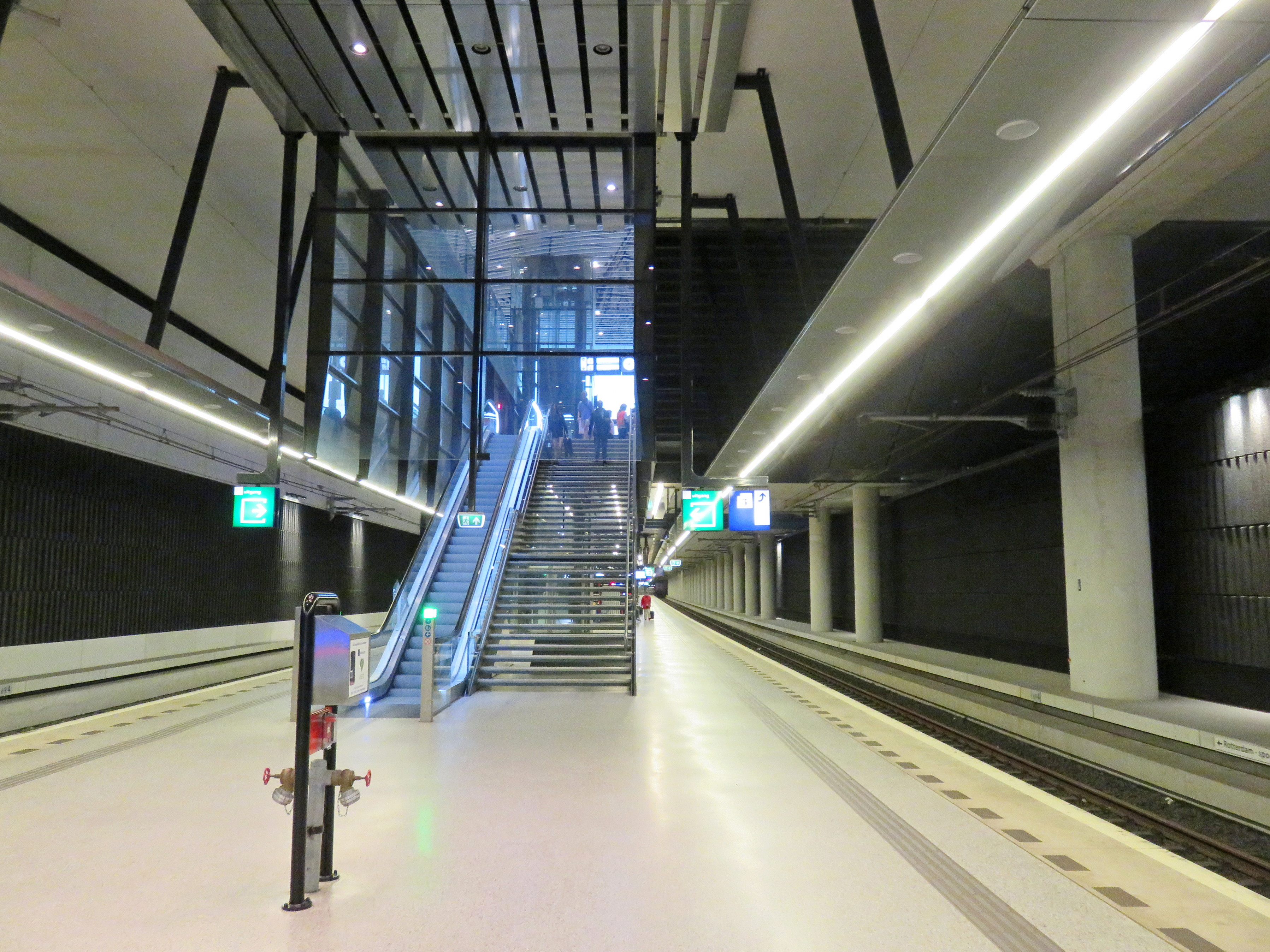
Gleise und Bahnsteige

Der erste Bahnhof wurde am 3. Juni 1847 mit der Bahnstrecke Amsterdam–Rotterdam eröffnet. 1885 wurde der heutige Bahnhof weiter nördlich des ersten Bahnhofs nach den Plänen des Architekten Christiaan Posthumus Meyjes sr. erbaut. Zwischen 1995 und 2003 hielten am Bahnhof keine InterCity-Züge, jedoch nahm das Passagieraufkommen kontinuierlich zu, weshalb der Bahnhof 2003 wieder an das InterCity-Netz angeschlossen wurde. 2015 hat Delft einen Tunnelbahnhof erhalten. Die heutige Bahntrasse durch die Stadt, welche vorher auf einem Viadukt geführt wurde, wurde in den Tunnel, den sogenannten Spoortunnel Delft, verlegt. Wegen Widerstands gegen das Projekt und technischer Probleme fand die Inbetriebnahme der ersten beiden Gleise erst Anfang 2015 statt.

## Streckenverbindungen
Am Bahnhof Delft halten im Jahresfahrplan 2022 folgende Linien:
| Zugtyp    | Linienverlauf | Frequenz |
| --------- | --- | --- |
| Intercity | Den Haag Centraal – Den Haag HS – Delft – Rotterdam Centraal – Breda – Tilburg – Eindhoven Centraal | halbstündlich (hält nicht in Schiedam Centrum und Rotterdam Blaak)                                                                |
| Intercity | Utrecht Centraal – Amsterdam Centraal – Schiphol Airport – Den Haag HS – Delft – Rotterdam Centraal | stündlich (Nachtnet) |
| Intercity | Amsterdam Centraal – Amsterdam Sloterdijk – Haarlem – Leiden Centraal – Den Haag HS – Delft – Rotterdam Centraal – Dordrecht – Roosendaal – Vlissingen                                                     | halbstündlich (hält stündlich sowie abends und am Wochenende ganztägig an allen Bahnhöfen zwischen Bergen op Zoom und Vlissingen) |
| Intercity | Lelystad Centrum – Almere Centrum – Amsterdam Zuid – Schiphol Airport – Leiden Centraal – Den Haag HS – Delft – Rotterdam Centraal – Dordrecht                                                             | halbstündlich (fährt nicht nach 20 Uhr)                                                                                           |
| Intercity | Arnhem Centraal – Ede-Wageningen – Utrecht Centraal – Amsterdam Zuid – Schiphol Airport – Leiden Centraal – Den Haag HS – Delft – Schiedam Centrum – Rotterdam Centraal                                    | halbstündlich (fährt nicht nach 20 Uhr und am Wochenende)                                                                         |
| Intercity | Dordrecht – Rotterdam Centraal – Schiedam Centrum – Delft – Den Haag HS – Leiden Centraal – Schiphol Airport – Amsterdam Zuid – Utrecht Centraal – ’s-Hertogenbosch – Eindhoven Centraal – Helmond – Venlo | halbstündlich (fährt nur abends und sonntags)                                                                                     |
| Sprinter  | Den Haag Centraal – Den Haag HS – Delft – Rotterdam Centraal – Dordrecht | halbstündlich |
| Sprinter  | Den Haag Centraal – Den Haag HS – Delft – Rotterdam Centraal – Dordrecht | halbstündlich |